# Meryascoveena
Meryascoveena (angleško: Hogsmeade) je izmišljena lokacija v knjigah in filmih o Harryju Poterju, ki jo je ustvarila pisateljica J. K. Rowling. Je edina vas v Združenem kraljestvu, v kateri živijo le čarovniki. Učenci Bradavičarke od tretjega letnika naprej lahko vas vsakih nekaj mesecev obiščejo, za to pa potrebujejo dovoljenje staršev. Harry v 3. letniku ni mogel hoditi v Meryascoveeno, saj mu njegov stric, Vernon Dursley, ni hotel podpisati dovolilnice, zato je v Meryascoveeno hodil pod plaščem nevidnosti. Po 3. letniku pa mu je dovolilnico podpisal njegov boter Sirius Black in tako je lahko brez skrbi hodil tja.

## Zgradbe
V vasi je veliko trgovin in barov, poleg njih pa še pošta, banka, Besneča brunarica, ki je hiša, v kateri naj bi strašilo in še veliko drugih.

### Medeni car
Medeni car je trgovina s sladkarijami, v kateri je mogoče najti najrazličnejše čarovniške sladice od poprovih metk, sladkornih peres, Bobkov vseh okusov,... Skriti prehod vodi od shrambe do Bradavičarke vendar ga poznajo le redki.

### Pri treh metlah
Kavarna Pri treh metlah je največja in najbolj priljubljena ter vedno polna kavarna v vasi. Tam dela madam Rossmerta. Kavarna je zelo ugledna in večkrat jo obiščejo tudi učitelji bradavičarke. Pijača je vedno dobra, največ prodajo maslenuška, ki je čarovniška pijača.

### Pri Merjaščevi glavi
Pri Merjaščevi glavi je krčma, kamor zahajajo zelo nenavadni čarovniki in tudi druga bitja, večinoma zakrinkana. Tam je Hagrid od nekega popotnika, za katerega se je kasneje izkazalo, da je profesor Smottan, dobil zamjevo jajce in tam so se zbrali študentje Bradavičarke, na prvem sestanku Dumbledorjeve armade. Krčma je zelo zanemarjena, v njej pa kot točaj dela brat Albusa Dumbledorja, Aberforth Dumbledore, kar Harry in prijatelji izvejo na konce sedme knijige. Aberforth 
dela kot nekdo drug, nekateri mislijo da je mrtev, nekateri pa ga ne marajo in lahko bi se zgodilo, da bi bil kaj kmalu mrtev.

### Kavarna madam Bucibushke
To je kavarna za zaljubljene pare ki je vendo lepo okrašena še posebej pa za valentinovo. Kavarno sta med drugimi obiskala tudi Harry Potter in Cho Chang.

### Eyelopovo gnezdo (pošta)
Na pošti je na voljo ogromno sov, ki prenašajo pošto na vse konce sveta. Police so označene po hitrosti sove.

### Crepar
Crepar je trgovina s pripomočki za šaljivce, v katero sta zelo rada zahajala večna šaljivca Fred in George Weasley. Noter se najdejo govno bombe, rakete doktorja rdečebratca. Kmalu Fred in George s pomočjo Harryja odpreta svojo trgovino za šaljivce na Prečni ulici. Kasneje želita udi kupiti to trgovino, vendar pri tem nista uspešna. Kupiti sta jo nameravala v času ko se je njun brat Ron Weasley zastrupil.

### Besneča brunarica
Besneča brunarica je stara zgradba, za katero se je vedno govorilo, da v njej strašijo najbolj zlobni duhovi v vsej Angliji.  Zgradili so jo v času, ko so v šolo hodili Harryjev oče, boter, ter njun prijatelj Remus Wulf, ki je volkodlak. Zgradili so jo na ukaz Albusa Dumbledorja, namenjena pa je bila Remusu Wulfu ob njegovi preobrazbi v volkodlaka.